# Gagaga
Singles de SDN48
Ai, Chūseyo
(6 avril 2011)
Gagaga (écrit en lettres capitales GAGAGA) est le 1er single du groupe japonais SDN48 sorti en novembre 2010.

## Détails du single
Ce disque marque les débuts artistiques du groupe SDN48 après sa formation en 2009.
Le single est un premier succès pour le groupe et atteint la 3e place du classement hebdomadaire des ventes de l'Oricon pour une maintenance de 13 semaines au total. Il se classe également 5e au Billboard Japan Hot 100. Il se vend pour un total de 79 128 exemplaires.
Le single est vendu en plusieurs éditions : deux éditions régulières notées A et B (comprenant un CD et un DVD en supplément) ainsi qu'une édition vendue seulement au théâtre de groupe sœur AKB48 (comprenant un CD seulement) que SDN48 partageait pour ses prestations en concerts tenus le samedi matin.
Le singles comprend la chanson principale Gagaga, une chanson face B Kodoku na Runner, une autre chanson en face B différente dans chaque édition à partir de la piste 3, puis des versions instrumentales. Par ailleurs, la chanson Kodoku na Runner est la seule chanson du single à être interprétée par tous les membres du groupe (celui comptant au total 36 membres à la sortie du disque).
Les DVD contiennent les musiques vidéos des chansons et/ou des vidéos de concert puis des vidéos documentaires sur le single du groupe.
Une édition sud-coréenne est mise en vente en Corée du Sud (un CD et un DVD), regroupant cette fois-ci toutes chansons des éditions japonaises avec leurs versions instrumentales. Le DVD comprend seulement la musique vidéo de la chanson principale.
Toutes les chansons figureront ensuite sur l'album compilation NEXT ENCORE en mars 2012, avant la séparation du groupe.

## Membres sélectionnés
Gagaga
- 1re génération : Kazue Akita (no 11) ; Kana Itō (no 10) ; Haruka Umeda (no 6) ; Kazumi Urano (no 5) ; Megumi Ohori (no 1) ; Mami Katō (no 8) · Haruka Kohara (no 9) ; Yukari Satō (no 2) ; Serina (no 7) ; Kayo Noro (no 3) ; Chen Qu
- 2e génération : KONAN (no 4)

Kodoku na Runner
Interprétée par tous les membres du groupe
Eros no Trigger
- Artistes : Undergirls A (11 members)
  - 1re génération : Misa Okōchi ; Megumi Imayoshi ; Juri Kaida ; Chisaki Hatakeyama ; Hiromi Mitsui ; Nachu ; Reiko Nishikunihara
  - 2e génération : Aimi Oyama ; Yuki Kimoto ; Yumi Fujikoso ; Natsuko ; Rumi Matsushima

Sado e Wataru
- Artistes : Undergirls B (12 membres)
  - 1re génération : Sayaka Kondō ; Masami Kōchi ; Machiko Tezuka
  - 2e génération : Yuki Aikawa ; Akiko ; Mana Itō ; Yui Takahashi ; Tomomi Tanisaki ; Marina Tsuda ; Akana Fukuda ; Miyū Hosoda ; Yuka Ninomiya

## Listes des titres

### Éditions japonaises
| 1. | GAGAGA                                            |  |
| 2. | Kodoku na Runner (孤独なランナー)                 |  |
| 3. | Eros no Trigger (エロスのトリガー) (Undergirls A) |  |
| 4. | GAGAGA (off vocal)                                |  |
| 5. | Kodoku na Runner (off vocal)                      |  |
| 6. | Eros no Trigger (off vocal)                       |  |

| 1. | GAGAGA (music video)                                                                                           |  |
| 2. | Kodoku na Runner (music video)                                                                                 |  |
| 3. | Eros no Trigger (music video)                                                                                  |  |
| 4. | Yūwaku no Garter (誘惑のガーター)                                                                              |  |
| 5. | SDN48 CD Debut Congratulations Comment from AKB48 First Part (SDN48 CDデビュー お祝いコメント from AKB48 前編) |  |

| 1. | GAGAGA                                    |  |
| 2. | Kodoku na Runner (孤独なランナー)         |  |
| 3. | Sado e Wataru (佐渡へ渡る) (Undergirls B) |  |
| 4. | GAGAGA (off vocal)                        |  |
| 5. | Kodoku na Runner (off vocal)              |  |
| 6. | Sado e Wataru (off vocal)                 |  |

| 1. | GAGAGA (music video)                                                                                            |  |
| 2. | Kodoku na Runner (music video)                                                                                  |  |
| 3. | Sado e Wataru (music video)                                                                                     |  |
| 4. | Recording & music video Making Clip (レコーディング&MUSIC VIDEO メイキング映像)                                 |  |
| 5. | SDN48 CD Debut Congratulations Comment from AKB48 Second Part (SDN48 CDデビュー お祝いコメント from AKB48 前編) |  |

| 1. | GAGAGA                                            |  |
| 2. | Kodoku na Runner (孤独なランナー)                 |  |
| 3. | Eros no Trigger (エロスのトリガー) (Undergirls A) |  |
| 4. | Sado e Wataru (佐渡へ渡る) (Undergirls B)         |  |

### Édition sud-coréenne
| 1. | GAGAGA                                            |  |
| 2. | Kodoku na Runner (孤独なランナー)                 |  |
| 3. | Eros no Trigger (エロスのトリガー) (Undergirls A) |  |
| 4. | Sado e Wataru (佐渡へ渡る) (Undergirls B)         |  |
| 5. | GAGAGA (off vocal)                                |  |
| 6. | Kodoku na Runner (off vocal)                      |  |
| 7. | Eros no Trigger (off vocal)                       |  |
| 8. | Sado e Wataru (off vocal)                         |  |

| 1. | GAGAGA (music video) |  |